# Retrograde
Retrograde é um filme realizado em co-produção por Estados Unidos, Inglaterra, Itália e Luxemburgo , do ano de 2004, dos gêneros ficção científica, ação e aventura, dirigido por Christopher Kulikowski.

## Elenco
| Nome                    | Personagem               |
| ----------------------- | ------------------------ |
| Dolph Lundgren          | John Foster              |
| Silvia De Santis        | Renee Diaz               |
| Joe Montana             | Dalton                   |
| Gary Daniels            | Markus                   |
| Joe Sagal               | Andrew Schrader          |
| Ken Samuels             | Capitão Robert Davis     |
| David Jean Thomas       | Jefferson                |
| Jamie Treacher          | Mackenzie                |
| Marco Lorenzini         | Bruce Ross               |
| Scott Joseph            | Greg                     |
| Adrian Sellars          | Keith                    |
| James Chalke            | Vacceri                  |
| Nicolas de Pruyssenaere | Ichek                    |
| Dean Gregory            | Líder do comando central |
| Derek Kueter            | Charley                  |
| Rob de Groot            |                          |
| Arnita Swanson          | Reese                    |
| Tim Probyn              | Simons                   |
| Nicole Max              | Anna Foster              |
| Lex Kreps               | Político                 |
| Kendra Kibbey           | Martha Diaz              |